# 安平真空鹽工廠
安平真空鹽工廠位在今臺灣臺南市安平區，是昭和十八年（1943年）臺灣總督府專賣局為改善食鹽品質而籌設的實驗工廠，但隔年8月便因第二次世界大戰而在量產之前被盟軍飛機炸毀。
該廠所在地原是安平洗滌鹽工場，臺灣總督府於大正八年（1919年）11月18日公告在臺南廳效忠里安平街設置此座「臺灣總督府專賣局安平洗滌鹽工場」。後來於大正九年（1920年）完工，最初是年產3000公噸的試驗工廠，僅有洗鹽設備。該廠於大正十年（1921年）8月5日，更名為「臺灣總督府專賣局臺南支局安平洗滌鹽工場」。大正十一年（1922年）4月11日宣告廢止。
後來為改善顆粒過大問題才在大正十二年（1923年）加裝粉碎設備，建立了「原鹽篩分機、粉碎機、預洗機、洗滌塔、調節槽、分離機」的臺灣洗滌鹽標準製程，為之後總督府專賣局在昭和十一年（1936年）建設的洗滌鹽場（鹿港、北門、布袋、烏樹林）的先導工廠。後來安平粉碎洗滌鹽工廠在昭和元年（1926年）停產，轉而實驗試製真空鹽。